# 大覚寺 (北京市)

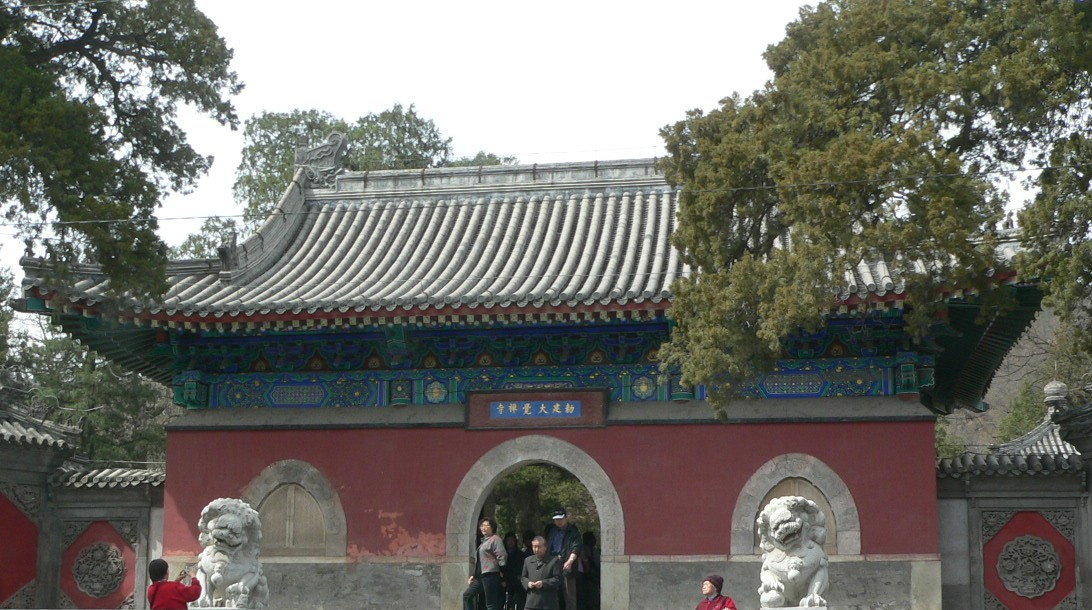
大覚寺

大覚寺（だいかくじ、dajuesi）は、中華人民共和国北京市海淀区にある寺院。陽台山の麓に位置している。建立は遼の咸雍四年（1068年）にまで遡る。清水院とも呼ばれ、金の時代には金章宗西山八大水院の一つであった。その後、霊泉寺と改名され、明の時代に修復された際に、現在の名前である大覚寺となった。
北京西北の郊外にあるため、清水に恵まれ、古い木々とモクレンがあることで有名な寺院である。境内には1000年以上の樹齢であるイチョウの木があり、見所の一つになっている。また境内にお茶を飲める茶院があり、モクレンやイチョウの季節になると多くの参拝客が訪れてくる。毎年4月にはモクレンのお祭りがあり、ちょっとしたイベントを行っている。

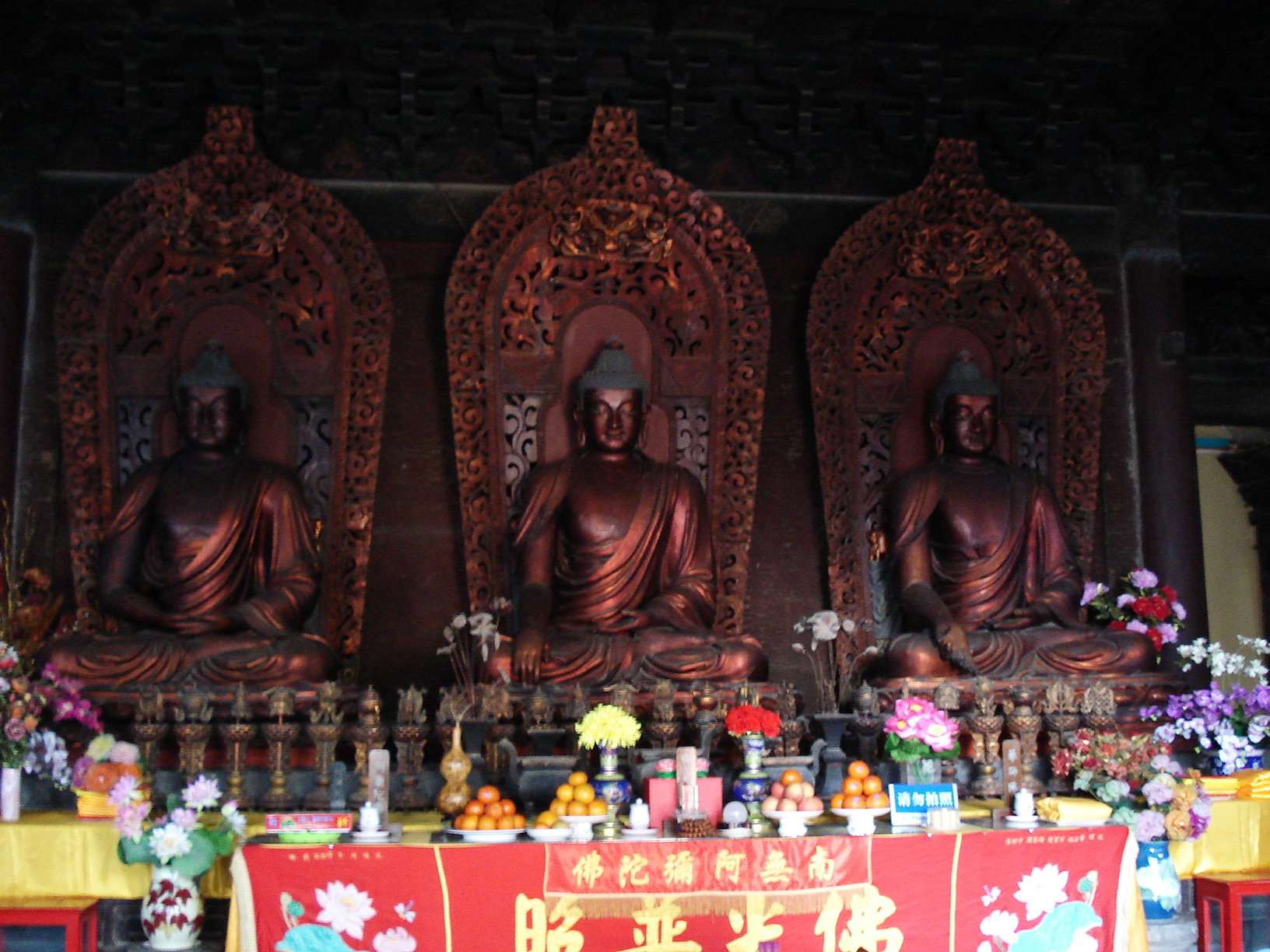
大覚寺の大雄宝殿

寺院は西に座し、東を向いている。門は太陽が昇る方角を向いている。これは遼国時代の契丹人の朝日の建築様式を体現したものである。総面積は6000平方メートルで、弥勒殿、天王殿、大雄宝殿、無量寿仏殿、迦陵和尚塔などが主な参拝場所である。
弥勒殿には弥勒菩薩が安置され、その両脇に四天王が安置され、祀られている。大雄宝殿には明の時代に作られたという木造の三体の仏像（左から阿弥陀仏、中央に釈迦牟尼仏、右に薬師仏）が安置され、祀られている。その北側には無量寿仏殿があり、「動静等観」と額が掛けてあるが、それは乾隆帝直筆のものであるそうだ。殿内には中央に阿弥陀仏、左右を観音菩薩と大勢至菩薩が安置され、祀られている。

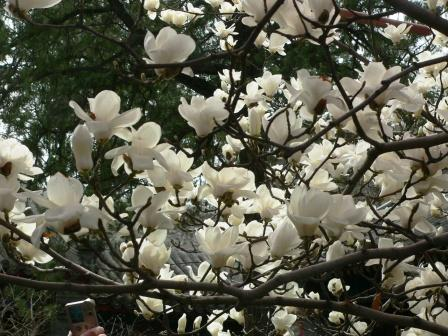
大覚寺のモクレン